# 英國佔領法羅群島
1940年4月9日，德国入侵和佔領丹麥后，4月12日，英國開始出兵佔領丹麥的領土法羅群島，以阻止法羅群島落入德國人手中。 1945年5月13日，隨著第二次世界大戰歐洲戰場的結束，英國開始從法羅群島撤兵。同年9月，所有英國士兵撤離法羅群島。

## 脚注
1. ↑  Miller 2003.